# Distretto congressuale at-large dell'Alaska

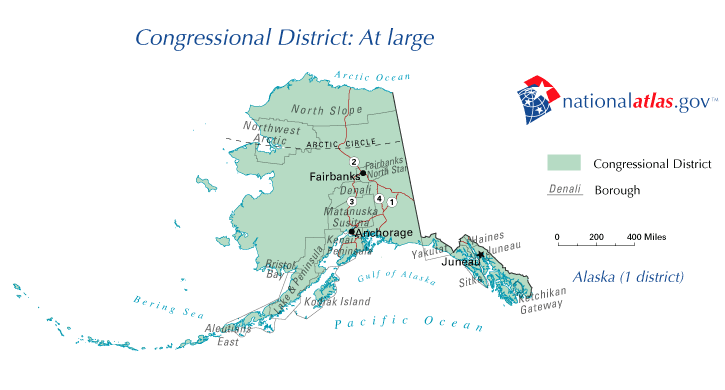
Distretto congressuale at-large dell'Alaska

Sin dall'ingresso nell'Unione come stato nel 1959, l'Alaska è stata rappresentata da un delegato alla Camera dei rappresentanti degli Stati Uniti d'America, eletto nell'unico distretto congressuale che comprende l'intero stato, chiamato quindi at-large. Per area, il distretto congressuale dell'Alaska è il più esteso degli Stati Uniti ed il terzo distretto elettorale rappresentato da un unico deputato al mondo, posizionato dietro solamente al collegio di Jakutsk in Russia e all'unico collegio elettorale di Nunavut in Canada.
Dopo quasi 50 anni (1973-2022) di rappresentanza repubblicana, il 31 agosto 2022 la democratica Mary Peltola ha sconfitto l'ex governatrice repubblicana Sarah Palin in una elezione speciale per sostituire Don Young, morto il 18 marzo dello stesso anno. Peltola è divenuta la prima democratica eletta alla Camera dei rappresentanti dall'Alaska dal 1972, e la prima nativa dell'Alaska eletta alla Camera nella storia. Nel corso delle elezioni del 2024 è stato eletto Nick Begich III, pertanto il distretto a partire dal 2025 è tornato ad essere rappresentato da un repubblicano.

## Affiliazione degli elettori
| Partito | Partito                  | Elettori iscritti | %     |
| ------- | ------------------------ | ----------------- | ----- |
|         | Non affiliati            | 338 931           | 56,52 |
|         | Repubblicano             | 149 173           | 24,87 |
|         | Democratico              | 81 355            | 13,57 |
|         | Indipendenza dell'Alaska | 19 109            | 3,19  |
|         | Altri                    | 11 136            | 1,85  |
| Totale  | Totale                   | 599 704           | 100%  |

## Risultati delle ultime tornate elettorali presidenziali
In grassetto il vincitore nello Stato.
| Anno | Risultati in Alaska  | Risultati in Alaska   | Eletto presidente |
| Anno | Repubblicano         | Democratico           | Eletto presidente |
| ---- | -------------------- | --------------------- | ----------------- |
| 2000 | George W. Bush (59%) | Al Gore (28%)         | George W. Bush    |
| 2004 | George W. Bush (61%) | John Kerry (36%)      | George W. Bush    |
| 2008 | John McCain (59%)    | Barack Obama (38%)    | Barack Obama      |
| 2012 | Mitt Romney (55%)    | Barack Obama (41%)    | Barack Obama      |
| 2016 | Donald Trump (51%)   | Hillary Clinton (37%) | Donald Trump      |
| 2020 | Donald Trump (53%)   | Joe Biden (43%)       | Joe Biden         |
| 2024 | Donald Trump (55%)   | Kamala Harris (41%)   | Donald Trump      |

## Elenco dei rappresentanti del distretto
| Congresso   | Rappresentante         | Partito      | Periodo                            |
| ----------- | ---------------------- | ------------ | ---------------------------------- |
| 86° ▶ 89°   | Ralph Julian Rivers    | Democratico  | 3 gennaio 1959 — 30 dicembre 1966  |
| 89°         | Vacante                | Vacante      | 30 dicembre 1956 — 3 gennaio 1967  |
| 90° ▶ 91°   | Howard Wallace Pollock | Repubblicano | 3 gennaio 1967 — 3 gennaio 1971    |
| 92°         | Nick Begich            | Democratico  | 3 gennaio 1971 - 29 dicembre 1972  |
| 92° ▶ 93°   | Vacante                | Vacante      | 29 dicembre 1972 — 6 marzo 1973    |
| 93° ▶ 117°  | Don Young              | Repubblicano | 6 marzo 1973 — 18 marzo 2022       |
| 117°        | Vacante                | Vacante      | 18 marzo 2022 — 13 settembre 2022  |
| 117° ▶ 118° | Mary Peltola           | Democratico  | 13 settembre 2022 — 3 gennaio 2025 |
| 119° ▶      | Nick Begich III        | Repubblicano | 3 gennaio 2025 — in carica         |

## Dati elettorali

### Elezioni negli anni 2000

#### 107º Congresso
|                       | Don Young ✔️ Eletto | Repubblicano | 190 862 | 71,65 |  |  |  |  |  |
|                       | Clifford Greene     | Democratico  | 45 372  | 17,03 |  |  |  |  |  |
|                       | Russell deForest    | Verde        | 14 435  | 5,42  |  |  |  |  |  |
|                       | Jim Dore            | Indipendenza | 10 085  | 3,79  |  |  |  |  |  |
|                       | Len Karpinski       | Libertario   | 4 802   | 1,80  |  |  |  |  |  |
|                       | Write-in            |              | 832     | 0,31  |  |  |  |  |  |
| Totale                | Totale              | Totale       | 266 388 | 100   |  |  |  |  |  |
|                       |                     |              |         |       |  |  |  |  |  |
| Nota:                 |                     |              |         |       |  |  |  |  |  |
| Data: 7 novembre 2000 |                     |              |         |       |  |  |  |  |  |

#### 108º Congresso
|                       | Don Young ✔️ Eletto | Repubblicano | 169 685 | 74,51 |  |  |  |  |  |
|                       | Clifford Greene     | Democratico  | 39 357  | 17,28 |  |  |  |  |  |
|                       | Anna Young          | Verde        | 14 435  | 6,34  |  |  |  |  |  |
|                       | Rob Clift           | Libertario   | 3 797   | 1,67  |  |  |  |  |  |
|                       | Write-in            |              | 451     | 0,20  |  |  |  |  |  |
| Totale                | Totale              | Totale       | 227 725 | 100   |  |  |  |  |  |
|                       |                     |              |         |       |  |  |  |  |  |
| Nota:                 |                     |              |         |       |  |  |  |  |  |
| Data: 5 novembre 2002 |                     |              |         |       |  |  |  |  |  |

#### 109º Congresso
|                       | Don Young ✔️ Eletto | Repubblicano | 213 216 | 71,07 |  |  |  |  |  |
|                       | Thomas M. Higgins   | Democratico  | 67 074  | 22,36 |  |  |  |  |  |
|                       | Timothy A. Feller   | Verde        | 11 434  | 3,81  |  |  |  |  |  |
|                       | Alvin A. Anders     | Libertario   | 7 157   | 2,39  |  |  |  |  |  |
|                       | Write-in            |              | 1 115   | 0,37  |  |  |  |  |  |
| Totale                | Totale              | Totale       | 299 996 | 100   |  |  |  |  |  |
|                       |                     |              |         |       |  |  |  |  |  |
| Nota:                 |                     |              |         |       |  |  |  |  |  |
| Data: 2 novembre 2004 |                     |              |         |       |  |  |  |  |  |

#### 110º Congresso
|                       | Don Young ✔️ Eletto | Repubblicano | 132 743 | 56,57 |  |  |  |  |  |
|                       | Diane E. Benson     | Democratico  | 93 879  | 40,01 |  |  |  |  |  |
|                       | Alexander Crawford  | Libertario   | 4 029   | 1,72  |  |  |  |  |  |
|                       | Eva L. Ince         | Verde        | 1 819   | 0,78  |  |  |  |  |  |
|                       | Bill Ratigan        | Indipendente | 1 615   | 0,69  |  |  |  |  |  |
|                       | Write-in            |              | 560     | 0,24  |  |  |  |  |  |
| Totale                | Totale              | Totale       | 234 645 | 100   |  |  |  |  |  |
|                       |                     |              |         |       |  |  |  |  |  |
| Nota:                 |                     |              |         |       |  |  |  |  |  |
| Data: 7 novembre 2006 |                     |              |         |       |  |  |  |  |  |

#### 111º Congresso
|                       | Don Young ✔️ Eletto | Repubblicano | 158 939 | 50,14 |
|                       | Ethan Berkowitz     | Democratico  | 142 560 | 44,97 |
|                       | Don Wright          | Indipendenza | 14 274  | 4,50  |
|                       | Write-in            |              | 1 205   | 0,38  |
| Totale                | Totale              | Totale       | 316 978 | 100   |
| Data: 4 novembre 2008 |                     |              |         |       |

### Elezioni negli anni 2010

#### 112º Congresso
|                       | Don Young ✔️ Eletto | Repubblicano | 175 384 | 68,96 |  |  |  |  |  |
|                       | Harry Crawford      | Democratico  | 77 606  | 30,51 |  |  |  |  |  |
|                       | Write-in            |              | 1 345   | 0,53  |  |  |  |  |  |
| Totale                | Totale              | Totale       | 254 335 | 100   |  |  |  |  |  |
|                       |                     |              |         |       |  |  |  |  |  |
| Nota:                 |                     |              |         |       |  |  |  |  |  |
| Data: 2 novembre 2010 |                     |              |         |       |  |  |  |  |  |

#### 113º Congresso
|                       | Don Young ✔️ Eletto | Repubblicano | 185 296 | 63,94 |  |  |  |  |  |
|                       | Sharon Cissna       | Democratico  | 82 927  | 28,61 |  |  |  |  |  |
|                       | Jim McDermott       | Libertario   | 15 028  | 5,19  |  |  |  |  |  |
|                       | Ted Gianoutsos      | Indipendente | 5 589   | 1,93  |  |  |  |  |  |
|                       | Write-in            |              | 964     | 0,33  |  |  |  |  |  |
| Totale                | Totale              | Totale       | 289 804 | 100   |  |  |  |  |  |
|                       |                     |              |         |       |  |  |  |  |  |
| Nota:                 |                     |              |         |       |  |  |  |  |  |
| Data: 6 novembre 2012 |                     |              |         |       |  |  |  |  |  |

#### 114º Congresso
|                       | Don Young ✔️ Eletto | Repubblicano | 142 572 | 50,97 |  |  |  |  |  |
|                       | Forrest Dunbar      | Democratico  | 114 602 | 40,97 |  |  |  |  |  |
|                       | Jim McDermott       | Libertario   | 21 290  | 7,61  |  |  |  |  |  |
|                       | Write-in            |              | 1 277   | 0,46  |  |  |  |  |  |
| Totale                | Totale              | Totale       | 279 741 | 100   |  |  |  |  |  |
|                       |                     |              |         |       |  |  |  |  |  |
| Nota:                 |                     |              |         |       |  |  |  |  |  |
| Data: 4 novembre 2014 |                     |              |         |       |  |  |  |  |  |

#### 115º Congresso
|                       | Don Young ✔️ Eletto | Repubblicano | 155 088 | 50,32 |  |  |  |  |  |
|                       | Steve Lindbeck      | Democratico  | 111 019 | 36,02 |  |  |  |  |  |
|                       | Jim McDermott       | Libertario   | 31 770  | 10,31 |  |  |  |  |  |
|                       | Bernie Souphanavong | Indipendente | 9 093   | 2,95  |  |  |  |  |  |
|                       | Write-in            |              | 1 228   | 0,40  |  |  |  |  |  |
| Totale                | Totale              | Totale       | 308 198 | 100   |  |  |  |  |  |
|                       |                     |              |         |       |  |  |  |  |  |
| Nota:                 |                     |              |         |       |  |  |  |  |  |
| Data: 8 novembre 2016 |                     |              |         |       |  |  |  |  |  |

#### 116º Congresso
|                       | Don Young ✔️ Eletto | Repubblicano | 149 779 | 53,08 |  |  |  |  |  |
|                       | Alyse Galvin        | Indipendente | 131 199 | 46,50 |  |  |  |  |  |
|                       | Write-in            |              | 1 188   | 0,42  |  |  |  |  |  |
| Totale                | Totale              | Totale       | 282 166 | 100   |  |  |  |  |  |
|                       |                     |              |         |       |  |  |  |  |  |
| Nota:                 |                     |              |         |       |  |  |  |  |  |
| Data: 6 novembre 2018 |                     |              |         |       |  |  |  |  |  |

### Elezioni negli anni 2020

#### 117º Congresso
|                       | Don Young ✔️ Eletto | Repubblicano | 192 126 | 54,40 |  |  |  |  |  |
|                       | Alyse Galvin        | Indipendente | 159 856 | 45,26 |  |  |  |  |  |
|                       | Write-in            |              | 1 183   | 0,33  |  |  |  |  |  |
| Totale                | Totale              | Totale       | 353 165 | 100   |  |  |  |  |  |
|                       |                     |              |         |       |  |  |  |  |  |
| Nota:                 |                     |              |         |       |  |  |  |  |  |
| Data: 3 novembre 2020 |                     |              |         |       |  |  |  |  |  |

|                      | Mary Peltola ✔️ Eletta | Democratico  | 74 817  | 39,66 |
|                      | Sarah Palin            | Repubblicano | 58 339  | 30,92 |
|                      | Nick Begich III        | Repubblicano | 52 536  | 27,85 |
|                      | Write-in               |              | 2 974   | 1,58  |
| Totale               | Totale                 | Totale       | 188 666 | 100   |
| Data: 16 agosto 2022 |                        |              |         |       |

L'Alaska introdusse dal 2020 il Voto alternativo, che prevede di ordinare i candidati in ordine di preferenza; ciascun candidato si attribuiscono tanti voti quante sono le prime preferenze che ha ricevuto. Se un candidato ottiene più della metà dei voti, vince. Altrimenti, il candidato che ha ottenuto il minor numero di voti è eliminato e i suoi voti sono assegnati a uno dei candidati rimanenti in base alla seconda preferenza di ogni scheda elettorale. Se continua a non esserci nessun candidato che abbia ottenuto la maggioranza assoluta dei voti, il processo di eliminazione del meno votato e di riassegnazione dei voti da esso ottenuti in base alle successive preferenze espresse viene ripetuto finché un candidato non ottenga più della metà dei voti.
I voti indicati in tabella sono relativi alla prima preferenza; al termine dello spoglio, Mary Peltola risultò avere 91 266 voti, pari al 51,48%, mentre Sarah Palin 86 026 voti, pari al 48,52%. Nick Begich fu eliminato.

#### 118º Congresso
|                       | Mary Peltola ✔️ Eletta | Democratico  | 128 553 | 48,77 |  |  |  |  |  |
|                       | Sarah Palin            | Repubblicano | 67 866  | 25,74 |  |  |  |  |  |
|                       | Nick Begich III        | Repubblicano | 61 513  | 23,33 |  |  |  |  |  |
|                       | Chris Bye              | Libertario   | 4 570   | 1,73  |  |  |  |  |  |
|                       | Write-in               |              | 1 108   | 0,42  |  |  |  |  |  |
| Totale                | Totale                 | Totale       | 263 610 | 100   |  |  |  |  |  |
|                       |                        |              |         |       |  |  |  |  |  |
| Nota:                 |                        |              |         |       |  |  |  |  |  |
| Data: 8 novembre 2022 |                        |              |         |       |  |  |  |  |  |

I voti indicati in tabella sono relativi alla prima preferenza del voto alternativo; al termine dello spoglio, Mary Peltola risultò avere 137 263 voti, pari al 54,96%, mentre Sarah Palin 112 471 voti, pari al 45,04%. Nick Begich fu eliminato.

#### 119º Congresso
|                       | Nick Begich III ✔️ Eletto | Repubblicano | 159 550 | 48,41 |  |  |  |  |  |
|                       | Mary Peltola              | Democratico  | 152 828 | 46,37 |  |  |  |  |  |
|                       | John Wayne Howe           | Independence | 13 010  | 3,95  |  |  |  |  |  |
|                       | Eric Hafner               | Democratico  | 3 417   | 1,04  |  |  |  |  |  |
|                       | Write-in                  |              | 750     | 0,23  |  |  |  |  |  |
| Totale                | Totale                    | Totale       | 329 555 | 100   |  |  |  |  |  |
|                       |                           |              |         |       |  |  |  |  |  |
| Nota:                 |                           |              |         |       |  |  |  |  |  |
| Data: 5 novembre 2024 |                           |              |         |       |  |  |  |  |  |

I voti indicati in tabella sono relativi alla prima preferenza del voto alternativo; al termine dello spoglio, Nick Begich III risultò avere 164 861 voti, pari al 51,22%, mentre Mary Peltola 156 985 voti, pari al 48,78%. Gli altri furono eliminati

## Distretti obsoleti
- Distretto congressuale at-large del Territorio dell'Alaska